# Nadi (Album)
Nadi ist ein Musikalbum der Formation Fazer um den Bassisten Martin Brugger. Die wohl 2018 in der Fish Factory in London entstandenen Aufnahmen erschienen 2019 auf dem Label Squama. 

## Hintergrund
Martin Brugger begann mit 18 Jahren als E-Gitarrist der Alternative-Rock-Band Mary Jane und verlegte sich dann (unter dem Pseudonym „Occupanther“) auf die elektronische Musik. Das Jazz-Studium an der Münchner Hochschule für Musik und Theater nahm er nur auf, um sein Spektrum zu erweitern. Aus der Besetzung für sein Abschlusskonzert wurde dann Fazer: Mit Paul Brändle an der E-Gitarre, dem Trompeter Matthias Lindermayr und – wozu ihn ein Auftritt des Free-Jazz-Musikers Peter Brötzmann mit einem druckvoll besetzten portugiesischen Rock-Trio inspirierte – gleich den beiden Schlagzeugern Sebastian Wolfgruber und Simon Popp verwebt Brugger songartige Strukturen, notierte Oliver Hochkeppel.
Nadi, das zweite Album der Band Fazer enthält acht Titel, die fast alle mit etwa vier bis fünf Minuten relativ kurz sind, und nur einen längeren Titel mit etwas mehr als neun Minuten Länge.

## Titelliste
- Fazer: Nadi (Squama SQM001)[2]

1. Pop Up 5:36
2. Atuo 5:21
3. Blitzer 4:01
4. Lina 5:37
5. Harlesden 9:06
6. Twin Drum 3:30
7. Jetty 5:02
8. Wasi 4:11

Die Kompositionen stammen von Fazer.

## Rezeption
Die Musik werde von den beiden Schlagzeugern Simon Popp und Sebastian Wolfgruber geleitet, die einen starken und regelmäßigen rhythmischen Puls erzeugen, der sehr gut mit dem E-Bass von Martin Brugger harmoniere, schrieb Tony Dudley-Evans (London Jazz News). Die Rhythmen seien eher sanft als kraftvoll und erzeugten ein sehr mitreißendes Gefühl, das an afrikanisches Trommeln erinnere. Über diese Rhythmen würden Trompeter Matthias Lindermayr und Gitarrist Paul Brändle schöne Melodielinien entwickeln. Jeder Track sei ziemlich ähnlich, wobei Lindermayr hauptsächlich die Soli übernimmt; ein Titel, Twin Drum, sei ein Feature für die beiden Schlagzeuger und habe auch eine starke afrikanische Note. Die Kompositionen klängen außerdem sehr melodisch und die Musik habe einen starken Gesamtzusammenhalt. Dudley-Evans kommt es jedoch so vor, als sei alles ein wenig zu routiniert. Dennoch würde die Musik beim neuen jungen Publikum in britischen Städten bestimmt gut ankommen, das Musikern wie Nubya Garcia, Joe Armon-Jones und anderen folge.
Unter der Überschrift „Meister des Hip-Jazz“ lobte Oliver Hochkeppel (Süddeutsche Zeitung) das zweite Album des Nu-Jazz-Quintetts Fazer. Überzeugend sei, wie hier Freiraum für Improvisation gelassen werde, mit rhythmischen Geflechten, die in den klassischen Jazz, aber auch nach Westafrika, Lateinamerika oder Indien verweisen. Fazer ziehe ein junges neues Publikum in den NuJazz; das dürfte sich mit Nadi noch verstärken. Es sei einfach hip, wie das alles unwiderstehlich lässig daherrumple, sehr rhythmusorientiert (vor allem bei „Twind Drums“), und garniert mit der weichen Cool-Jazz-Trompete Lindermayrs, selbst noch in der Tempo-Nummer „Jetty“.